# DNA polimerasi V
La DNA polimerasi V è una DNA polimerasi procariotica coinvolta nella risposta SOS e nella riparazione del DNA per sintesi translesione.
È simile alla DNA polimerasi IV: entrambe appartengono della famiglia-Y delle DNA polimerasi coinvolte nella risposta SOS nella riparazione del DNA per sintesi translesione.
La trascrizione a partire dal gene umuDC è altamente regolata, e l'enzima è espresso solo quando è presente un danno al DNA cellulare tale da evocare la generazione della risposta SOS.